# Burakumin
Burakumin (部落民, „locuitorii cătunelor”?) sunt un grup social minoritar din Japonia. Sunt descendenții castei paria din evul mediu japonez.
Sub toate stările sociale, recunoscute oficial, se mai aflau anumite pături, nerecunoscute ca fiind formate din japonezi și, rareori, din indivizi considerați ființe umane. Cei care aparțineau acestei pături erau numiți oficial hinin. Ei erau de asemenea cunoscuți sub denumirea kootsu, hyakusho și eta / hinin, iar ca un colectiv erau numiți burakumin.
Ei erau “cei de neatins”, corespunzând țiganilor din Europa. Aveau cel mai de jos grad social, sub populația ainu, care era considerată a fi “barbarii sălbatici”, fiind numărați folosindu-se numărătoarea specifică pentru animale în limba japoneză: ippiki, nihiki, sambiki - unu, doi, trei etc. Membrii ei nu sunt numiți folosindu-se pronumele pentru persoane (hito), ci pentru lucruri (mono).
Potrivit ritualului religiei budiste, în Japonia medievală, o serie de munci ca tăierea vitelor, prelucrarea pieilor precum și cele ale groparilor, călăilor, latrinarilor, îngroparea morților ș.a. erau considerate rușinoase pentru oamenii liberi. Aceste munci erau îndeplinite de către condamnații pentru diferite infracțiuni. Treptat, aceste profesiuni au devenit ereditare, trecând din generație în generație. Astfel membrii ei erau lipsiți de orice drepturi, nu puteau să practice decât profesiunile rezervate lor și trăiau în regiuni speciale la periferia satelor.
Cei care nu se clasau în starea repudiaților făceau toate eforturile pentru a se distinge, și astfel au fost stratificați în 3 categorii de bază: proprietari de pământuri și fermieri independenți (ryoke); cei care luau sau dau pământ în arendă (gesakunin); artizani (meseriași) și muncitori (zomin, nuhi, genin).
Acești oameni de rând erau într-o continuă luptă cu cei care nu munceau pământul. De exemplu, după anul 1200, 95% din japonezi produceau orezul necesar elitelor, care totalizau un procent de 5%, fapt care a confirmat declinul lor social și economic. Fermierii se vor revolta în mod regulat, iar pentru controlarea lor s-a apelat la prto-samurai (ji-samurai), aceștia din urmă ducând la nașterea ca stare socială a samurailor.
Burakuminii au fost emancipați în 1871, când guvernul Meiji a abolit sistemul de caste. Acest lucru însă nu a dus la încetarea discriminării la care erau supuși, deoarece până în 1976 registrul familial era public, dând oricui posibilitatea de a vedea de unde se trage o familie. În 1974 s-a interzis prin lege cererea unei copii a registrului de familie pentru cei care căutau serviciu. Însă se pare că și în zilele noastre, unele firme au liste ilegale cu numele satelor burakumin, astfel putându-i identifica pe cei care se trag de acolo. Deoarece chiar și numele de familie îi poate da de gol pe membrii burakumin, li se permite prin lege să-și schimbe numele, ceea ce în Japonia este de altfel foarte complicat.
În 2008 Google a publicat hărți istorice japoneze la serviciul său online Google Earth Maps. Deoarece pe unele din aceste hărți puteau fi identificate cătunele burakuminilor, „Liga pentru liberarea burakuminilor” a protestat, astfel încât Google a retușat hărțile în chestiune.